# Verds d'Eslovènia
Els Verds d'Eslovènia (Zeleni Slovenije) són un partit polític d'Eslovènia, fundat el 1989, de caràcter ecologista i nacionalista en el seu moment. El seu cap era Vane Gošnik. A les eleccions legislatives de 3 d'octubre de 2004, el partit no va obtenir escons.

## Resultats electorals

### Assemblea Nacional
| Any  | Líder          | Vots                 | %                    | Escons | +/– | Govern             |
| ---- | -------------- | -------------------- | -------------------- | ------ | --- | ------------------ |
| 1990 | Dušan Plut     | 95,640               | 8.84 (#6)            | 8 / 90 | Nou | Coalició           |
| 1992 | ?              | 44,019               | 3.70 (#7)            | 5 / 90 | 3   | Coalició (1992-93) |
| 1992 | ?              | 44,019               | 3.70 (#7)            | 5 / 90 | 3   | Oposició (1993-96) |
| 1996 | ?              | 18,853               | 1.76 (#9)            | 0 / 90 | 5   | Extraparlamentari  |
| 2000 | Miha Jazbinšek | 9,691                | 0.90 (#9)            | 0 / 90 | =   | Extraparlamentari  |
| 2004 | Vlado Čuš      | 6,703                | 0.69 (#12)           | 0 / 90 | =   | Extraparlamentari  |
| 2008 | Vlado Čuš      | 5,367                | 0.51 (#11)           | 0 / 90 | =   | Extraparlamentari  |
| 2011 | Vlado Čuš      | 4,000                | 0.36 (#14)           | 0 / 90 | =   | Extraparlamentari  |
| 2014 | Vlado Čuš      | 4,629                | 0.53 (#14)           | 0 / 90 | =   | Extraparlamentari  |
| 2018 | Andrej Čuš     | 9,708                | 1.09 (#13)           | 0 / 90 | =   | Extraparlamentari  |
| 2022 | Andrej Čuš     | Dins la coalició PoS | Dins la coalició PoS | 0 / 90 | =   | Extraparlamentari  |

### Parlament Europeu
| Any  | Vots                | %                   | Escons | +/- | Notes |
| ---- | ------------------- | ------------------- | ------ | --- | ----- |
| 2004 | En coalició amb SMS | En coalició amb SMS | 0 / 7  | Nou |       |
| 2009 | 3,382               | 0.73                | 0 / 7  | =   |       |
| 2014 | 3,273               | 0.82                | 0 / 7  | =   |       |
| 2019 | 10,706              | 2.22                | 0 / 8  | =   |       |
| 2024 |                     |                     | 0 / 9  | =   |       |